# Châu Lộc
Châu Lộc là một xã thuộc tỉnh Nghệ An, Việt Nam. Xã được hình thành trên cơ sở sáp nhập xã Liên Hợp và xã Châu Lộc của huyện Quỳ Hợp trong đợt Sáp nhập tỉnh thành Việt Nam 2025.

## Địa lý
Xã Châu Lộc có vị trí địa lý:
- Phía Đông giáp xã Tam Hợp;
- Phía Nam giáp xã Quỳ Hợp;
- Phía Tây giáp xã Châu Hồng và xã Mường Ham;
- Phía Bắc giáp xã Châu Hồng và xã Châu Bình.

Xã Châu Lộc có diện tích tự nhiên 85,69 km².

## Hành chính và tên gọi
Xã Châu Lộc được thành lập theo Nghị quyết số 1678/NQ-UBTVQH15 của Ủy ban Thường vụ Quốc hội Việt Nam, ban hành ngày 16 tháng 6 năm 2025. Theo đó, sắp xếp toàn bộ diện tích tự nhiên, quy mô dân số của xã Liên Hợp và xã Châu Lộc thuộc huyện Quỳ Hợp trước đây thành một xã mới có tên gọi là xã Châu Lộc.
Trước đó, theo Đề án sắp xếp đơn vị hành chính cấp xã tỉnh Nghệ An, xã này là xã Quỳ Hợp 3.
Sau sắp xếp xã có diện tích tự nhiên: 85,69 km², quy mô dân số: 7.234 người.